# Mistrovství čtyř kontinentů v krasobruslení 2009
Mistrovství čtyř kontinentů v krasobruslení 2009  které se uskutečnilo od 4. února do 8. února 2009 v kanadském Vancouveru. Na programu šampionátu byli jízdy jednotlivců a jednotlivkyň, dále tanečních párů i sportovních dvojic. Šampionátu se mohli účastnit krasobruslaři registrovaní v amerických, asijských, afrických a australských národních svazech.

## Program
- 4. února, 2009
  - 13:00: Taneční páry – Povinný tanec
  - 15:15: Sportovní páry - Krátký program
  - 17:30: Zahajovací ceremoniál
  - 18:15: Ženy - Krátký program

- 5. února, 2009
  - 11:00: Taneční páry - Originálníl tanec
  - 13:35: Sportovní páry – Volný program
  - 16:30: Muži - Krátký program

- 6. února, 2009
  - 13:45: Taneční páry – Volný tanec
  - 18:00: Ženy - Volný program

- 7. února, 2009
  - 10:45: Muži - Volný program

- 8. února, 2009
  - 12:00: Exhibice

## Medaile
| * | Stát        | Zlato | Stříbro | Bronz |
| 1 | Kanada      | 1     | 3       |       |
| 2 | USA         | 1     | 1       | 1     |
| 3 | Čína        | 1     |         | 1     |
| 4 | Jižní Korea | 1     |         |       |
| 5 | Japonsko    |       |         | 2     |

| *       | Zlato                       | Stříbro                      | Bronz                        |
| Muži    | Patrick Chan                | Evan Lysacek                 | Takahiko Kozuka              |
| Ženy    | Kim Yu-Na                   | Joannie Rochette             | Mao Asada                    |
| Dvojice | Pang Qing & Tong Jian       | Jessica Dubé & Bryce Davison | Zhang Dan & Zhang Hao        |
| Tanec   | Meryl Davis & Charlie White | Tessa Virtue & Scott Moir    | Emily Samuelson & Evan Bates |

## Výsledky
| *            | Sportovec            | Body   | SP | FS |
| ------------ | -------------------- | ------ | -- | -- |
| 1            | Patrick Chan         | 249.19 | 1  | 1  |
| 2            | Evan Lysacek         | 237.15 | 2  | 2  |
| 3            | Takahiko Kozuka      | 221.76 | 3  | 4  |
| 4            | Nobunari Oda         | 220.26 | 6  | 3  |
| 5            | Jeremy Abbott        | 216.94 | 4  | 6  |
| 6            | Vaughn Chipeur       | 212.81 | 7  | 5  |
| 7            | Jeremy Ten           | 207.27 | 9  | 7  |
| 8            | Brandon Mroz         | 196.78 | 5  | 9  |
| 9            | Denis Ten            | 184.82 | 10 | 8  |
| 10           | Wu Jialiang          | 182.92 | 8  | 11 |
| 11           | Li Chengjiang        | 178.94 | 12 | 10 |
| 12           | Yasuharu Nanri       | 157.91 | 11 | 13 |
| 13           | Gao Song             | 155.45 | 13 | 14 |
| 14           | Abzal Rakimgaliev    | 152.67 | 14 | 12 |
| 15           | Mark Webster         | 123.08 | 17 | 15 |
| 16           | Kevin Alves          | 121.97 | 16 | 16 |
| 17           | Luis Hernandez       | 118.70 | 15 | 18 |
| 18           | Robert McNamara      | 116.47 | 18 | 17 |
| 19           | Kim Min-Seok         | 108.75 | 19 | 21 |
| 20           | Justin Pietersen     | 106.26 | 22 | 19 |
| 21           | Nicholas Fernandez   | 105.54 | 21 | 20 |
| 22           | Charles Shou-San Pao | 96.37  | 23 | 23 |
| 23           | Humberto Contreras   | 96.10  | 20 | 24 |
| 24           | Wun-Chang Shih       | 96.04  | 24 | 22 |
| Nepostoupili |                      |        |    |    |
| 25           | Mathieu Wilson       | 31.15  | 25 |    |
| 26           | Sebra Yen            | 31.05  | 26 |    |

| *            | Sportovec               | Body   | SP | FS |
| ------------ | ----------------------- | ------ | -- | -- |
| 1            | Kim Yu-Na               | 189.07 | 1  | 3  |
| 2            | Joannie Rochette        | 183.91 | 2  | 2  |
| 3            | Mao Asada               | 176.52 | 6  | 1  |
| 4            | Caroline Zhang          | 171.22 | 5  | 4  |
| 5            | Cynthia Phaneuf         | 169.41 | 3  | 5  |
| 6            | Fumie Suguri            | 167.74 | 4  | 6  |
| 7            | Rachael Flatt           | 162.83 | 8  | 7  |
| 8            | Akiko Suzuki            | 160.36 | 9  | 8  |
| 9            | Alissa Czisny           | 159.81 | 7  | 9  |
| 10           | Amelie Lacoste          | 146.18 | 10 | 10 |
| 11           | Liu Yan                 | 139.50 | 12 | 11 |
| 12           | Anastasia Gimazetdinova | 125.39 | 13 | 14 |
| 13           | Cheltzie Lee            | 123.88 | 15 | 13 |
| 14           | Kim Hyeon-Jung          | 121.64 | 17 | 12 |
| 15           | Xu Binshu               | 121.00 | 11 | 16 |
| 16           | Kim Na-Young            | 120.28 | 16 | 15 |
| 17           | Ana Cecilia Cantu       | 108.75 | 14 | 18 |
| 18           | Tina Wang               | 108.02 | 18 | 17 |
| 19           | Chaochih Liu            | 97.51  | 19 | 19 |
| 20           | Tamami Ono              | 91.89  | 24 | 20 |
| 21           | Michele Cantu           | 90.08  | 20 | 22 |
| 22           | Loretta Hamui           | 87.64  | 23 | 21 |
| 23           | Wang Yueren             | 85.04  | 21 | 23 |
| 24           | Gracielle Jeanne Tan    | 80.37  | 22 | 24 |
| Nepostoupily |                         |        |    |    |
| 25           | Crystal Kiang           | 32.52  | 25 |    |
| 26           | Melinda Wang            | 31.64  | 26 |    |
| 27           | Charissa Tansomboon     | 31.58  | 27 |    |
| 28           | Lejeanne Marais         | 31.32  | 28 |    |
| 29           | Mary Grace Baldo        | 29.18  | 29 |    |
| 30           | Jessica Kurzawski       | 28.94  | 30 |    |
| 31           | Elizabeth Stern         | 27.58  | 31 |    |
| 32           | Abigail Pietersen       | 27.32  | 32 |    |
| 33           | Alessia Baldo           | 26.36  | 33 |    |
| 34           | Stacy Perfetti          | 24.44  | 34 |    |
| 35           | Kristine Y Lee          | 23.76  | 35 |    |
| WD           | Megan Allely            |        |    |    |

### Sportovní dvojice
| *  | Sportovec                                   | Body   | SP | FS |
| -- | ------------------------------------------- | ------ | -- | -- |
| 1  | Pang Qing & Tong Jian                       | 194.94 | 1  | 1  |
| 2  | Jessica Dubé & Bryce Davison                | 185.62 | 2  | 2  |
| 3  | Zhang Dan & Zhang Hao                       | 174.98 | 3  | 3  |
| 4  | Meagan Duhamel & Craig Buntin               | 168.43 | 4  | 6  |
| 5  | Keauna McLaughlin & Rockne Brubaker         | 164.01 | 7  | 4  |
| 6  | Caydee Denney & Jeremy Barrett              | 161.69 | 8  | 5  |
| 7  | Rena Inoue & John Baldwin                   | 157.38 | 5  | 7  |
| 8  | Mylene Brodeur & John Mattatall             | 149.85 | 6  | 8  |
| 9  | Dong Huibo & Wu Yiming                      | 143.33 | 9  | 9  |
| 10 | Amanda Sunyoto-Yang & Darryll Sulindro-Yang | 126.73 | 10 | 10 |
| 11 | Marina Aganina & Dmitri Zobnin              | 102.52 | 11 | 11 |

### Taneční páry
| *  | Sportovec                           | Body   | CD | OD | FD |
| -- | ----------------------------------- | ------ | -- | -- | -- |
| 1  | Meryl Davis & Charlie White         | 192.39 | 2  | 2  | 1  |
| 2  | Tessa Virtue & Scott Moir           | 191.81 | 1  | 1  | 2  |
| 3  | Emily Samuelson & Evan Bates        | 180.79 | 4  | 3  | 3  |
| 4  | Vanessa Crone & Paul Poirier        | 176.82 | 3  | 4  | 4  |
| 5  | Kaitlyn Weaver & Andrew Poje        | 168.76 | 5  | 5  | 5  |
| 6  | Kimberly Navarro & Brent Bommentre  | 151.82 | 6  | 6  | 6  |
| 7  | Huang Xintong & Zheng Xun           | 142.30 | 7  | 7  | 8  |
| 8  | Yu Xiaoyang & Wang Chen             | 137.90 | 8  | 8  | 7  |
| 9  | Wang Jiayue & Gao Chongbo           | 132.53 | 9  | 9  | 9  |
| 10 | Danielle O'Brien & Gregory Merriman | 112.93 | 10 | 10 | 10 |
| 11 | Maria Borounov & Evgeni Borounov    | 101.35 | 11 | 11 | 11 |
| WD | Cathy Reed & Chris Reed             |        |    |    |    |